# Saint-Sauveur-sur-Tinée
Saint-Sauveur-sur-Tinée (okzitanisch Sant Sarvaor, italienisch San Salvatore di Tinea) ist eine französische Gemeinde im Département Alpes-Maritimes in der Region Provence-Alpes-Côte d’Azur. Sie gehört zum Arrondissement Nizza und zum Kanton Tourrette-Levens. Die Gemeinde ist außerdem Mitglied des Gemeindeverbandes Métropole Nice Côte d’Azur. Die Bewohner nennen sich Sansavornins.

## Geographie
Saint-Sauveur-sur-Tinée liegt in den französischen Seealpen am Fluss Tinée. Im Gemeindegebiet münden sein linker Zufluss Vallon de Mollières und sein rechter Zufluss Vionène.
Die Gemeinde grenzt
- im Norden an Isola,
- im Nordosten an Valdeblore,
- im Osten an Rimplas,
- im Süden an Ilonse,
- im Westen an Roure.

## Bevölkerungsentwicklung
| Jahr      | 1962 | 1968 | 1975 | 1982 | 1990 | 1999 | 2008 | 2016 |
| --------- | ---- | ---- | ---- | ---- | ---- | ---- | ---- | ---- |
| Einwohner | 474  | 436  | 386  | 368  | 337  | 337  | 339  | 323  |

## Sehenswürdigkeiten
Siehe: Liste der Monuments historiques in Saint-Sauveur-sur-Tinée

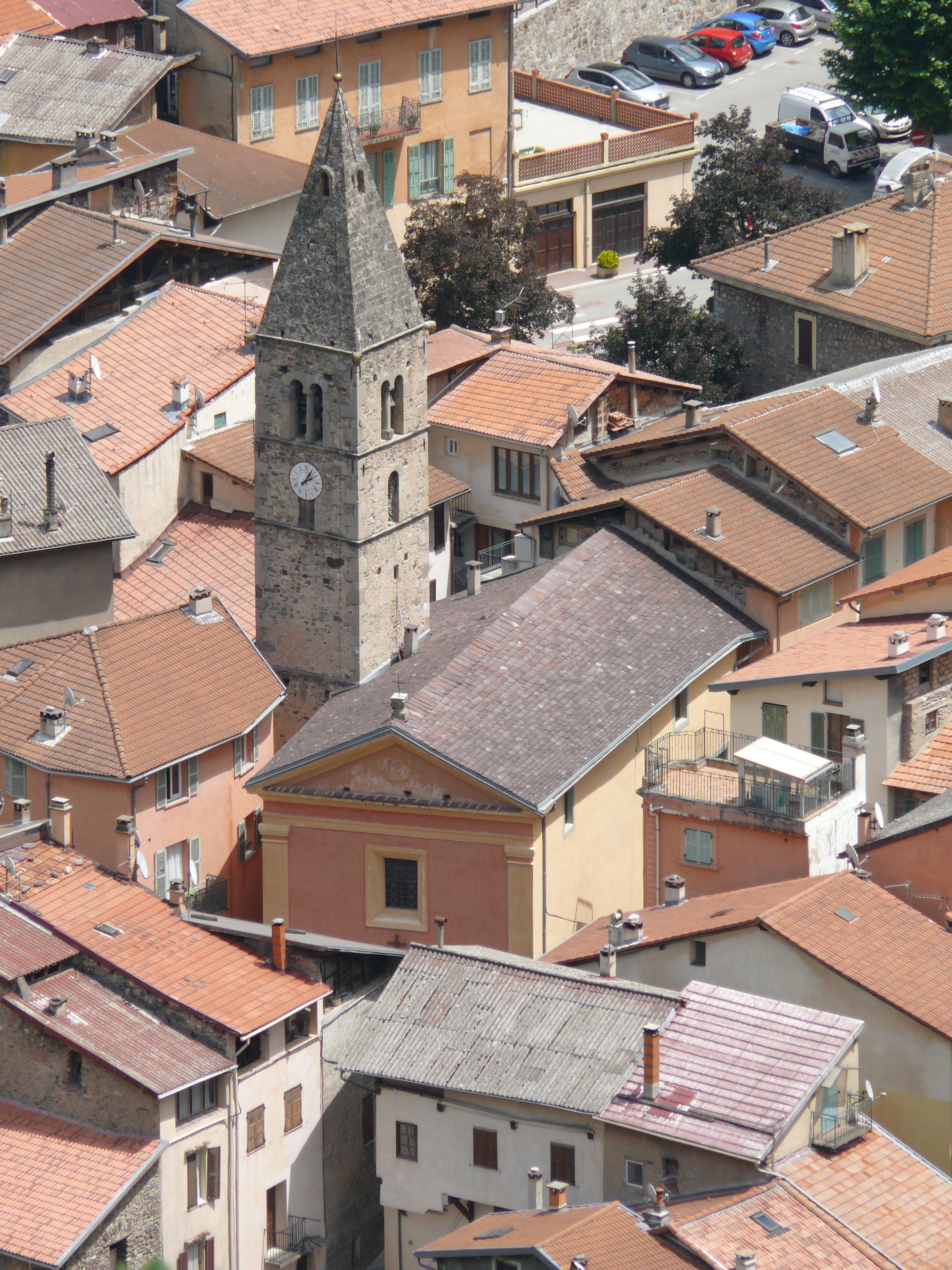
Luftaufnahme der Kirche Saint-Michel
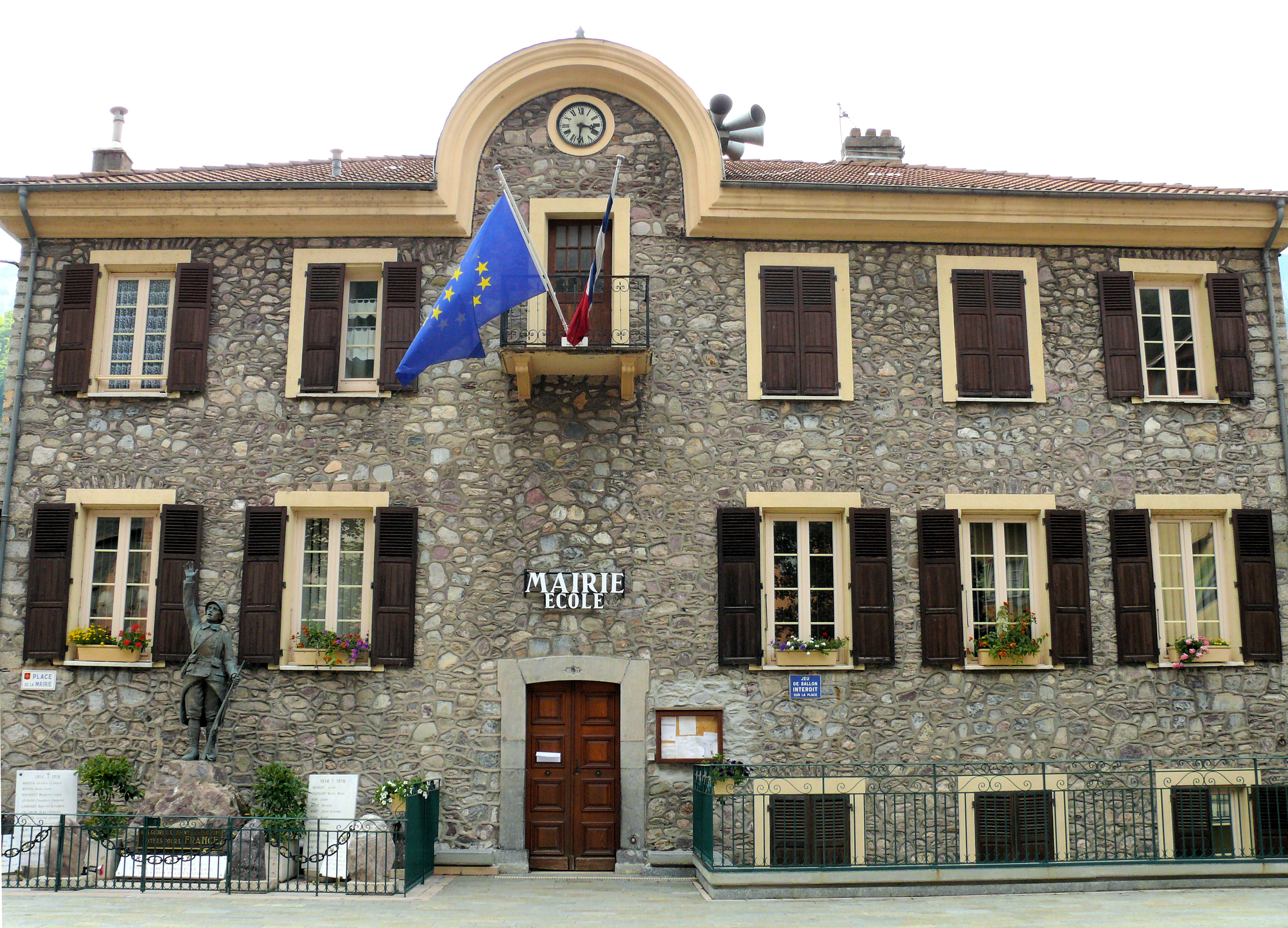
Mairie (Rathaus)